# Günter Schmitt (Politiker)

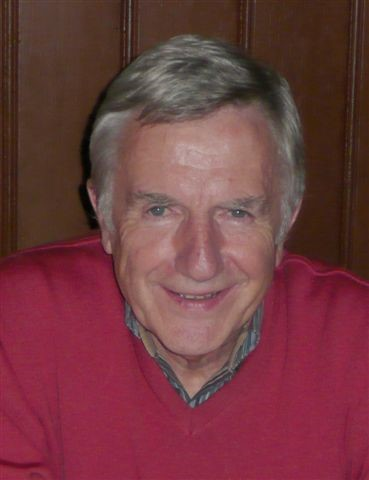
Günter Schmitt

Günter Alois Schmitt (* 24. September 1939 in Oberweyer) ist ein deutscher Politiker (CDU). Er war von 1974 bis 1982 Bürgermeister in Elz und von 1982 bis 1989 Erster Kreisbeigeordneter im Landkreis Limburg-Weilburg. Von 1981 bis 2021 war er außerdem Vorsitzender der Kreisvolkshochschule Limburg-Weilburg.

## Leben
Schmitt wurde nach dem Abitur an der Limburger Tilemannschule im Jahr 1959 und einer dreijährigen dualen Ausbildung im hessischen Justizdienst Rechtspfleger. Er war an verschiedenen hessischen Gerichten, zuletzt am Amtsgericht Hadamar, tätig.
Seit dem Jahr 1968 war Schmitt Gemeindevertreter in Elz, wurde 1970 Vorsitzender der Gemeindevertretung und 1972 Vorsitzender der CDU-Fraktion, ehe ihn die Gemeindevertretung 1973 zum Bürgermeister wählte; in 1976 erfolgte mit fraktionsübergreifender Mehrheit seine Wiederwahl.
In der Kreispolitik war Schmitt seit 1972 aktiv, zunächst als ehrenamtlicher Kreisbeigeordneter im Landkreis Limburg, ab 1976 als Vorsitzender im Haupt- und Finanzausschuss. 1978 wurde er Vorsitzender der CDU-Kreistagsfraktion. Im Oktober 1981 wählte der Kreistag des Landkreises Limburg-Weilburg Schmitt zum (hauptberuflichen) Ersten Kreisbeigeordneten. Im Jahr 1989 schied er nach veränderten Mehrheitsverhältnissen aus der aktiven Kreispolitik aus. Schmitt blieb für lange Jahre im Ehrenamt erster Vorsitzender des Kreisverbandes Limburg des Deutschen Roten Kreuzes (1982–2011) und der Kreisvolkshochschule Limburg-Weilburg (1981 bis 2021).
Von 1989 bis 2011 war Schmitt für eine mit Umweltaufgaben (Wasser, Abwasser und Abfallentsorgung) betrauten Unternehmensgruppe in Mörfelden-Walldorf tätig, bis 2004 als Geschäftsführer.
Günter Schmitt ist verheiratet, hat drei Kinder und drei Enkelkinder.

## Ehrungen
- 2006: Verdienstkreuz am Bande des Verdienstordens der Bundesrepublik Deutschland[4]
- 2007: Ehrenzeichen des Deutschen Roten Kreuzes
- 2009: Ehrenbecher des Landkreises Limburg-Weilburg
- 2009: Verdienstmedaille der Gemeinde Elz
- 2011: Ehrenvorsitzender des DRK-Kreisverbandes Limburg
- 2021: Ehrenvorsitzender der Kreisvolkshochschule Limburg-Weilburg[5]
- 2022: Hessischer Verdienstorden[6]

Ehrenmitgliedschaft:
- SV Cäcilia Lindenholzhausen
- MGV Sängerbund Dehrn
- Sängervereinigung Germania Elz